# Pierre Menard, författare till Don Quijote
Pierre Menard, författare till Don Quijote är en novell av den argentinske författaren Jorge Luis Borges, först publicerad i den argentinska tidskriften Sur 1939 och därefter inkluderad i samlingen Trädgården med gångar som förgrenar sig (1941) och Fiktioner (1944, på svenska i sin helhet 2007).
Novellen tar formen av en litterär profil av den fiktive franske författaren Pierre Menard och hans försök att återskapa Miguel Cervantes klassiska roman Don Quijote. Menard nöjer sig inte med att översätta Cervantes roman till franska; han vill leva sitt liv på ett sådant sätt att han lyckas skriva en exakt kopia av boken - på Cervantes sextonhundratalsspanska. 
"Pierre Menard, författare till Don Quijote" väcker en mängd litteraturvetenskapliga frågor om författarrollen och sambandet mellan en litterär texts mening och den kontext i vilken den tas emot. Därmed har den blivit ett populärt studieobjekt bland litteraturvetare och kritiker, och har lästs i ljuset av exempelvis Roland Barthes och Michel Foucaults teorier om författarens roll och identitet.
Novellen har översatts till svenska av Sun Axelsson.